# Torneo de New Haven 2012
El New Haven Open at Yale 2012 fue un torneo de tenis. Pertenece al WTA Tour 2012 en la categoría WTA Premier. El torneo tuvo lugar en la ciudad de New Haven, Estados Unidos, desde el 19 de agosto hasta el 25 de agosto de 2012 sobre canchas duras. El torneo, forma parte del US Open Series.

## Cabezas de serie
| No.  | Ranking | Tenista             |
| 1    | 3       | Agnieszka Radwanska |
| 2/WC | 5       | Petra Kvitova       |
| 3    | 8       | Caroline Wozniacki  |
| 4    | 10      | Sara Errani         |
| 5    | 11      | Marion Bartoli      |
| 6    | 13      | Dominika Cibulkova  |
| 7    | 14      | María Kirilenko     |
| 8    | 19      | Lucie Safarova      |

- Los cabezas de serie, están basados en el ranking WTA del 13 de agosto de 2012.

## Campeones

### Individual Femenino
Petra Kvitova vence a  María Kirilenko por 7-6(9), 7-5.

### Dobles Femenino
Liezel Huber /  Lisa Raymond vencen a  Andrea Hlavackova /  Lucie Hradecka por 4-6, 6-0, 10-4.